# Хюго Алфвен
Хюго Емил Алфвен (произношение: Хюго Алвен [ˌhʉːgʊ alˈveːn] sv-Hugo Alfven.ogg; на шведски: Hugo Emil Alfvén; 1 май, 1872 – 8 май, 1960 г.) е шведски композитор, диригент, цигулар и художник. Едно от най-популярните му произведения е „Шведска рапсодия“, написана през 1903 г. Основната тема на рапсодията е заимствана от редица рокмузиканти. Така например през 1972 г. в концертния албум на „Дийп Пърпъл“ „Made in Japan“ Ричи Блекмор използва фрагменти в песента „Lazy“.